# Fodina lanaoensis
Fodina lanaoensis är en fjärilsart som beskrevs av Schultz. 1907. Fodina lanaoensis ingår i släktet Fodina och familjen nattflyn. Inga underarter finns listade i Catalogue of Life.